# Mossel (Fribourg)
Pour les articles homonymes, voir Mossel.
Mossel (Mochi  en patois fribourgeois) est une localité et une ancienne commune suisse du canton de Fribourg, située dans le district de la Glâne.

## Histoire
Référence depuis le XIIe siècle comme propriété de la famille de Saint-Martin-du-Chêne (seigneurs de Bioley), le village devient une possession de l'abbaye de Hautcrêt dès 1245 et fait partie de la seigneurie de Rue, puis du bailliage de Rue dès 1536. En 1789, le village est érigé en commune et fait partie du district de Rue jusqu'en 1848, puis de celui de la Glâne.
Le 1er janvier 2001, la commune est incorporée dans celle d'Ursy.

## Patrimoine bâti
L'origine de la construction de la chapelle du village remonte à 1894 par un legs anonyme de CHF 1000.- avec mention de construire un édifice religieux afin de rappeler aux générations futures l'époque de la peste qui, en 1636, décima toute la population de Mossel à l'exception de deux hommes qui moururent l'année suivante.
La construction débuta en avril 1898 pour être terminée en 1899. L'inauguration de la cloche eut lieu le 28 mai de cette même année.
La ferme Dénervaud, située à la route d'Invau 51, est inscrite comme bien culturel d'importance nationale.